# Thủy ngân(II) fluoride
Thủy ngân(II) fluoride là một hợp chất vô cơ có công thức hóa học HgF2. Nó bao gồm một nguyên tử thủy ngân và 2 nguyên tử fluor.

## Tổng hợp
Thủy ngân(II) fluoride thường được tạo ra bởi phản ứng của thủy ngân(II) oxide và acid fluorhydric:
HgO + 2HF → HgF2 + H2O
Thủy ngân(II) fluoride cũng có thể được tạo ra thông qua quá trình fluor hóa thủy ngân(II) chloride:
HgCl2 + F2 → HgF2 + Cl2↑
hoặc thủy ngân(II) oxide với oxy là sản phẩm phụ:
2HgO + 2F2 → 2HgF2 + O2↑

## Ứng dụng
Thủy ngân(II) fluoride là một chất fluor hóa có chọn lọc.

## Hợp chất khác
HgF2 còn tạo một số hợp chất với NH3, như:
- HgF2·2NH3;
- HgF2·4NH3;
- HgF2·5NH3.

Phức đầu tiên có màu trắng, hai phức sau có màu xám nhạt.